# Gustav Zepmeisel
Gustav Zepmeisel war zu Beginn des 20. Jahrhunderts ein Förderer des Schwimmsports und der Freikörperkultur in Berlin.
Im Jahre 1904 war er Gründungsmitglied der Freien Schwimmer Neukölln (FSN) e.V., in den Jahren 1909 bis 1911 war er als (Mit-)Herausgeber der Arbeiter-Schwimmer-Zeitung, Organ für die Interessen der volkstümlichen Schwimmerei, des Arbeiter-Schwimmer-Bundes tätig. In den 1920er Jahren publizierte er gemeinsam mit dem Gymnastiklehrer Adolf Koch.

## Schriften
- Geschlechtliches Schamgefühl bei Kindern? In: Adolf Koch: Körperbildung und Nacktkultur. Anklagen und Bekenntnisse. Leipzig 1924.
- Sportgeräte. Kurze Angaben über Beschaffenheit, Instandhaltung und Aufbewahrung (= Beiträge zur Turn- und Sportwissenschaft. Band 9), Berlin 1925.
- Nacktsport/Nacktkultur. Eine hygienische Notwendigkeit und sittliche Pflicht. In: Schriften für Volksgesundheit. Heft 6, Dresden 1927.
- Gerätkunde. Einrichtung und Ausstattung von Turnhallen, Sport- und Spielplätzen. In: Handbuch der Leibesübungen. Berlin 1928.